# کلود سوته
کلود سوته (فرانسوی: Claude Sautet‎)، (زادۀ ۲۳ فوریهٔ ۱۹۲۴ در مون‌روژ و درگذشتۀ ۲۲ ژوئیهٔ ۲۰۰۰) کارگردان فیلم، فیلم‌نامه‌نویس و تهیه‌کننده تلویزیونی فرانسوی بود.

## آغازهای کارگردان
سوته در اوان کار، دستیار بسیاری از فیلمسازان بود. او دوستی تام و پایداری را با ایو روبر در فیلم Les hommes ne pensent qu'à ça محصول سال ۱۹۴۵ آغاز نمود. سوته همین راه را با ژان دُوِور در فیلم پسر کارولین عزیز محصول ۱۹۵۵، کنار بریژیت باردو ادامه داد. هنگامیکه پسرش ایو زاده شد، کمدی روزخوش لبخند در سال ۱۹۵۶ را به سرانجام رساند ولی همیشه از تماشای آن به عنوان نخستین فیلم بلندش، خودداری نمود.
سال ۱۹۵۹، سوته در پروژه‌های چشمان بدون چهره به کارگردانی ژرژ فرانژو و به ویژه جانور رها می‌شود (به فرانسه: Le fauve est lâché) اثر موریس لابرو کار می‌کرد. پروژۀ لابرو با بازیگر اصلی فیلم یعنی لینو ونتورا دیدگاه‌های متفاوتی داشت تا جایی که فیلم‌برداری را پیش از پایان، رها کردند و باز، این کلود سوته بود که کارگردانی واپسین‌صحنه‌های فیلم را به سرانجام رساند. ژاک بکر، کارگردان فرانسوی که این فیلم را پسندیده بود به لینو ونتورا پیشنهاد داد تا همکاری‌اش را با اقتباس از رمان همه خطرات را در نظر بگیرید اثر ژوزه جووانی ادامه دهد.
پس از امضای قرارداد، سوتۀ جوان در صحنۀ فیلم‌برداری ازنفس‌افتاده حضور یافت و در این پروژه، سرمایه‌گذاری فراوانی نمود و ژان-پل بلموندو را متقاعد ساخت تا نقش مکمل را ایفا نماید. فیلم همه خطرات را در نظر بگیرید به کارگردانی سوته در سال ۱۹۶۰ منتشر شد ولی ازنفس‌افتاده اثر ژان-لوک گدار به طور کامل آن را تحت‌الشعاع قرار داد. فقط برتران تاورنیه، منتقد جوانی که در آن زمان به مجلۀ سینمایی پیوسته بود، مقالۀ ستایش‌آمیزی به سوته اختصاص داد که توسط تحریریه، به سی خط در وسط روزنامه کاهش یافت. در سینماها این فیلم با چنان شکستی روبرو شد که به نابودی تولیدکنندگانش انجامید ولی سه سال بعد، با نوآوری‌های موفقیت‌آمیز سینما مک مائون (به فرانسوی: Le cinéma Mac Mahon) و مجلۀ Présence du cinéma فیلم را بازسازی و آن را دوباره پخش نمودند.
سوته که از شکست اولیۀ فیلم در موقعیت مالی بغرنجی به سر می‌برد از حمایت تهیه‌کننده‌ای به نام رنه فرژه‌اَس برخوردار شد و دو سال در چینه‌چیتا به عنوان دستیار کارگردان کار کرد و از فیلم‌های (به فرانسوی: Symphonie pour un massacre) سمفونی برای یک قتل عام و پوست موز (فیلم ۱۹۶۳) پشتیبانی نمود.
پیدایش همزمان موج نوی فرانسه، بانی اعتراف سوته به کاستی‌های نظری و ادبی‌ او شد و تمرکز وی را بر اکشن و بیش از همه به سوی فیلم نوآر آمریکایی گسیل ساخت. 
او پیشنهاد فیلمی ماجراجویانه با عنوان جان سپردن (به فرانسوی: L'Arme à gauche) را پذیرفت که در سال ۱۹۶۵ به نمایش درآمد. این فیلم بلند، بر پایۀ رمان Aground اثر چارلز ویلیامز نویسندۀ آمریکایی ساخته شد و لینو ونتورا دومین‌ همکاری خود را با سوته، در این فیلم به ثبت رساند. 
فیلم‌برداری جان سپردن به ویژه صحنه‌های دریایی و شبانۀ آن بسیار طاقت‌فرسا بود و از سوی دیگر، فیلمساز تمایل چندانی به گزینش سیلوا کوشچینا (پس از تنش و امتناع لئا ماساری با تهیه‌کنندگان فیلم)، نداشت. 
شوربختانه، جان سپردن نیز با پیشواز گرم مردم روبرو نشد و در این میان، تنها هفته‌نامۀ (به فرانسوی: Le Nouvel Observateur) نوول اوبزرواتور نقدی مثبت و گسترده را به آن اختصاص داد.

## فیلم‌شناسی
- ۱۹۵۱: ما دیگر به جنگل نخواهیم رفت. (فیلم کوتاه)
- ۱۹۵۶: روزخوش لبخند
- ۱۹۶۰: همه خطرات را در نظر بگیرید
- ۱۹۶۵: جان سپردن
- ۱۹۷۰: چیزهای زندگی
- ۱۹۷۱: ماکس و قراضه‌فروشان
- ۱۹۷۲: سزار و روزالی
- ۱۹۷۴: ونسان، فرانسوا، پل و دیگران
- ۱۹۷۶: مادو
- ۱۹۷۸: یک داستان ساده
- ۱۹۸۰: یک پسر بد
- ۱۹۸۳: گارسون !
- ۱۹۸۸: چند روز با من
- ۱۹۹۲: قلبی در زمستان
- ۱۹۹۵: نلی و آقای آرنو